# Éclipse lunaire du 26 mai 2021
| Éclipse totale de Lune du 26 mai 2021 | Éclipse totale de Lune du 26 mai 2021 |
| ------------------------------------- | ------------------------------------- |
|                                       |                                       |
| Gamma                                 | 0,4774                                |
| Magnitude                             | 1,0095                                |
| Localisation                          | Océan Pacifique                       |
| Saros (membre de la série)            | 121 (55 sur 82)                       |
| Durée (h:min:s)                       |                                       |
| Totalité                              | 0 h 14 min 30 s                       |
| Phases partielles                     | 3 h 7 min 25 s                        |
| Phases pénombrales                    | 5 h 2 min 2 s                         |
| Contacts (UTC)                        |                                       |
| P1                                    | 08:47:39                              |
| U1                                    | 09:44:57                              |
| U2                                    | 11:11:25                              |
| Maximum                               | 11:18:40                              |
| U3                                    | 11:25:55                              |
| U4                                    | 12:52:22                              |
| P4                                    | 13:49:41                              |
|                                       |                                       |

L'éclipse lunaire du 26 mai 2021 est la première éclipse de Lune de l'année 2021. Il s'agit d'une éclipse totale ; elle est la première éclipse lunaire totale depuis celle du 21 janvier 2019.
C'est aussi une éclipse lunaire totale de superlune.

## Visibilité
L'éclipse est visible depuis une majeure partie de l'océan Pacifique qui est tourné vers la Lune lors de cette éclipse. Une partie de l’Asie du Sud-Ouest, toute l’Australie et l’Océanie ; la majeure partie de l’Alaska, du Canada et des États-Unis assistent à l’éclipse. Ainsi que Hawaï, Mexico et l’Amérique Centrale ; et que la majeure partie de l’Amérique du Sud.

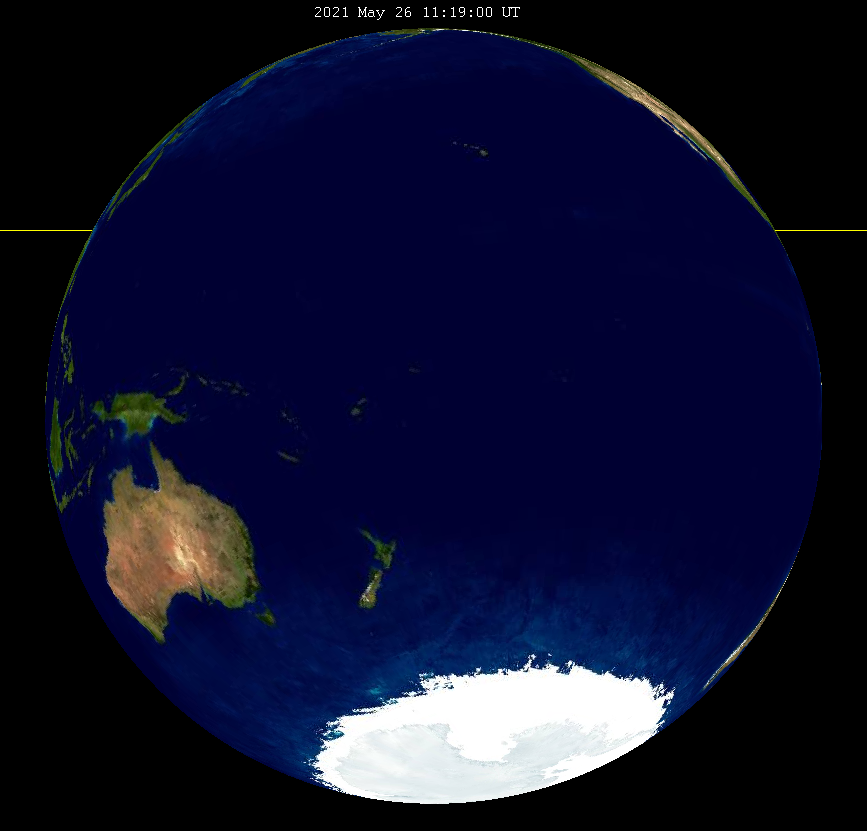
La Terre vue de la Lune lors du maximum de l'éclipse.

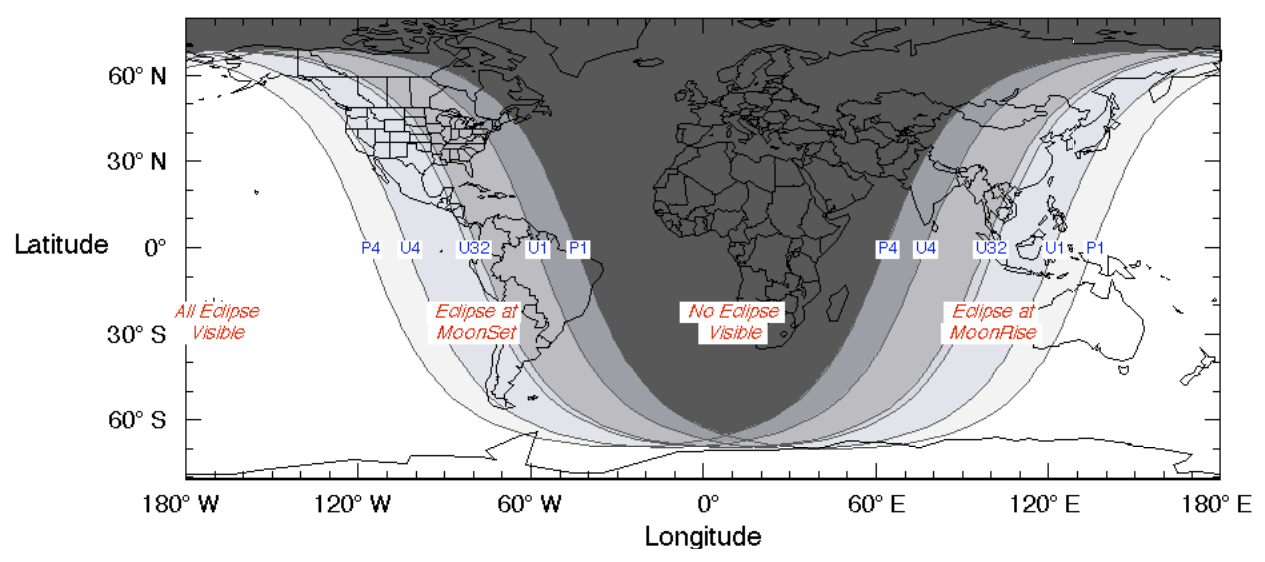
Carte mondiale de visibilité.

## Particularités
Il s'agit d’une éclipse lunaire avec une durée de la phase totale de moins d’un quart d’heure. 

C'est une éclipse lunaire totale de super lune, avec la particularité relativement rare d'advenir lors de la superlune au plus proche de la Terre de l'année considérée. Occurrence qui s'était produit lors de l'éclipse du 28 septembre 2015 et qui ne se reproduira pas avant celle du 8 octobre 2033.